# Mongolostegus exspectabilis
Mongolostegus exspectabilis es la única especie conocida del género extinto Mongolostegus es un género extinto de dinosaurio tireóforo estegosáurido el cual vivió durante a mediados del periodo Cretácico, hace 120 millones de años durante el Albiense,en lo que es hoy Asia.
Mongolostegus fue reportado originalmente por Alifanov et al. en 2005 y Alifanov en 2012 como un estegosáurido indeterminado basándose en vértebras dorsales posteriores y caudales anteriores así como material de la pelvis encontrado en Mongolia. Ulansky en 2014 nombró de manera informal a este material Wuerhosaurus mongoliensis, pero Galton y Carpenter en 2016 determinaron que W. mongoliensis era una denominación inválida. Fue nombrado formalmente como Mongolostegus exspectabilis por Tumanova y Alifanov en 2019. Representado por una serie de vértebras caudales anteriores y huesos de la cintura pélvica. La estructura vertebral y la masividad y las características morfológicas de los huesos púbicos proporcionan una combinación única de características, lo que permite el reconocimiento de los caracteres de diagnóstico. El nuevo taxón proviene de los depósitos del Aptiense al Albiense de la localidad de Khamryn-Us en Mongolia y pertenece al último Stegosauridae conocido.